# Die Odyssee (Nacherzählung)
Homer: Die Odyssee ist der Titel einer Nacherzählung von Ulrich Karger.

## Inhalt

### Vorlagen
Originalvorlage ist das schriftlich in Hexameterversen niedergelegte Epos Odyssee, als dessen Verfasser Homer genannt wird. Zur Erarbeitung seiner Nacherzählung dienten Ulrich Karger u. a. die Versübertragungen ins Deutsche von Johann Heinrich Voß (1751–1826) und Wolfgang Schadewaldt (1900–1974).

### Inhaltliche Zielvorgabe
Im Vorwort der Erstausgabe benennt der Autor für seine Bearbeitung dezidiert das Ziel, anders als die 1958 und 1968 vorgelegten Nacherzählungen von Walter Jens und Franz Fühmann, die Homer’sche Odyssee vollständig und in „schlanker“ bzw. zeitgemäßer Prosa nachzuerzählen. Somit sehe er sich naturgemäß weder mit den zuvor genannten Autoren noch mit Wolfgang Schadewaldt in Konkurrenz, sondern wenn überhaupt noch am ehesten mit Gustav Schwab (1792–1850), in dessen umfangreicher Sammlung der Sagen des klassischen Altertums die Odyssee einen gewichtigen Teilabschnitt bildet. Bei aller Wertschätzung von Gustav Schwabs Prosaübertragung moniert Karger jedoch neben seinem dem Biedermeier geschuldeten Sprachstil vor allem sein inhaltliches Glätten und „Entschärfen“ der nach damaligem Zeitgeist empfundenen „delikateren Stellen wie den Dialog zwischen Hermes und Kalypso“. Dem wollte Karger nun entsprechend Rechnung tragen, da „dies heute selbst in Anbetracht eines jugendlichen Leserkreises nicht mehr zu begründen“ sei. Zudem hatte Schwab auch noch andere Quellen als Homer in seine Übertragung eingearbeitet, die ja nicht zuletzt eine systematische, ja sogar chronologische Anbindung an die anderen Mythen des klassischen Altertums  suchte.

### Ausgestaltung
Analog zu den 24 Gesängen Homers hat Ulrich Karger 24 Prosakapitel gestaltet und diese auch mit Überschriften versehen. Dem Aufbau und Inhalt nach hat er sich eng an die von Homer vorgegebene Struktur gehalten, dabei aber die im Original des Öfteren wiederholt detailliert beschriebenen Szenen (wie z. B. Ablauf der Mahlzeiten) insofern gekürzt, als er sie exemplarisch nur einmal in aller Ausführlichkeit beschrieben hat, das gilt ebenso für die in den Dialogen üblichen langen Anredeformen von Königen und Göttern.
Für die Erstausgabe von 1996 hat Ulrich Karger neben der Nacherzählung selbst ein Vorwort sowie einen Anhang mit Kurzbeschreibungen versehenes Stichwortregister, Kurzcharakteristika zur „Götterwelt des Odysseus“ sowie einen kommentierten und ebenfalls mit einem Register versehenen Stammbaum von Odysseus und Telemach erarbeitet. Als Jugendbuch konzipiert, wurde diese Hardcoverausgabe zudem mit Schwarz-Weiß-Illustrationen von Hans-Günther Döring ausgestattet.
Die im Jahr 2004 vorgelegte Ausgabe als Schultaschenbuch enthält wiederum die vollständige Nacherzählung, die dafür leicht überarbeitet und nach den Regeln der Neuen Rechtschreibung gesetzt wurde. Das Vorwort und der von Ulrich Karger gestaltete Anhang wurden jedoch gekürzt bzw. teilweise einem knapp 40 Seiten umfassenden Materialienanhang für Schüler von Ute Reuter angefügt.
Die E-Book-Ausgabe von 2015 enthält den Text der Nacherzählung von 2004 sowie Vorwort und Anhang der Erstausgabe, beides hierfür ebenfalls leicht überarbeitet und nach den Regeln der Neuen Rechtschreibung gesetzt.

### Kritik
Diese Nacherzählung stieß in der Medienöffentlichkeit auf ein vergleichsweise breites und insgesamt sehr wohlwollendes Echo. So redet die Berliner Morgenpost von einem „aufgepeppten, entrümpelten“ Stück Weltliteratur, in dem „so vor allem die spannende Abenteuergeschichte, die dahintersteckt, herausgekehrt“ wurde. Der Tagesspiegel hebt die „straffe Darstellung“ hervor, die durch „einen unpathetischen, manchmal ausgesprochen nüchternen Ton“ besticht, wobei sich die etwas gehobene Rede entschieden an der Gegenwartssprache orientiert, ohne sich an den Jugendjargon anzubiedern. Er attestiert ihm am Ende nicht zuletzt auch wegen des ausführlichen, „sehr nützlichen“ Anhangs eine „grundsolide Leistung, die zwar nicht unübertroffen, aber anerkennenswert ist.“
Neben den Tageszeitungen äußerten sich auch die auf Kinder- und Jugendliteratur ausgerichteten und nach Bundesländern geordneten Arbeitsgemeinschaften Jugendliteratur und Medien (AJuM) der GEW sowie ähnliche Einrichtungen der Bibliotheken in Österreich und der Schweiz durchweg positiv über das Buch. Sie bescheinigten ihm wiederholt eine nicht nur für Jugendliche „angenehme, lesbare und vor allem verständliche Form“ und Peter Gyr von der Luzerner Kommission für Schul- und Gemeindebibliotheken äußerte zudem die Einschätzung: „Die vorzügliche Nacherzählung in einer zeitgenössischen Sprache ist eine Meisterleistung und dürfte mithelfen, dass das homerische Gelächter weiterhin erschallt.“

## Ausgaben
- Homer: Die Odyssee, erzählt von Ulrich Karger. Illustrationen: Hans-Günther Döring. Echter Verlag, Würzburg 1996, ISBN 3-429-01809-9 – Erstausgabe
- Homer: Die Odyssee, nacherzählt von Ulrich Karger. Mit Materialien, zusammengestellt von Ute Reuter. Ernst Klett Schulbuchverlag, Leipzig 2004 (Nachdrucke: 2010, 2012, 2016, 2019). ISBN 3-12-262460-5.
- Homer: Die Odyssee, nacherzählt von Ulrich Karger. E-Book-Neuausgabe mit Anhang der Erstausgabe. Edition Gegenwind bei neobooks, München 2015. ISBN 978-3-7380-4637-3.

## Auszüge in

### Anthologie
- Deutsche Lebens-Rettungs-Gesellschaft (DLRG) (Hrsg.): Du schaffst es. Geschichten im und am Wasser. Bad Nenndorf 2013

Textbeitrag, Seite 40–54: Abschied von Kalypso. Mit Illustrationen von Kimberley Hoffmann.

### Schulbuch
- Claus Gigl (Hrsg.): Projekt Lesen A 6. Bayerischer Schulbuch Verlag. München 2001. ISBN 3-7627-2553-5.

Textbeitrag, Seite 148–151: Kirkes Ratschläge an Odysseus. Mit Illustration von Hans-Günther Döring.

## Weitere Bearbeitungen
- DIE ODYSSEE 1-5-9. Lesemusikstück. Zusammen mit Gernot Reetz, CD-Demoversion, Berlin 1999[9]